# سید حبیب‌الله برهانی
سید حبیب‌الله برهانی معروف به آیت‌الله برهانی از علمای رستم کلایی به‌شمار می‌آید که علاوه بر طی مدارج عالی علوم حوزوی در فعالیت‌های سیاسی، اجتماعی و خدمات عام‌المنفعه فعال بود.

## سابقه خانوادگی
سید حبیب‌الله برهانی فرزند حاج سید کریم رستمکلایی، فرزند حاج سید رضا، فرزند حاج سید تقی، فرزند حاج سید محمدرضا می‌باشد که همگی مقیم رستمکلا بودند. سید ساره که مزار وی زیارتگاه اهالی منطقه است با سید محمدرضا جد اعلای وی رابطه خویشاوندی داشته‌است. گفته می‌شود همه سادات مزبور از خویشان امامزاده عبدالله رستمکلا می‌باشند.
مادر او فاطمه نام داشت و به حاج ننه معروف بود. پدر وی، حاج سید کریم، از تجار، ملاکین و ثروتمندان موفق منطقه بود که علاوه بر توفیقات اقتصادی، منشأ خدمات شایانی به ویژه برای مردم رستمکلا گردید. بخشی از خدمات وی در رستمکلا بشرح زیر می‌باشد:
- احداث جاده سنگفرش رستمکلا - تروجن که راه ارتباطی رستمکلا و سایر روستاهای منطقه (گرجی‌محله، کوهستان، آسیابسر) با شهر مرکزی منطقه، بهشهر، بود.[۴][۵]
- احداث قنات آب در رستمکلا که دچار کم‌آبی بود. این قنات منبع اصلی آب شرب اهالی رستمکلا به‌شمار می‌رفت.[۶][۷]
- تأسیس اولین کارخانه‌های شالیکوبی، آرد و پنبه در منطقه: این کارخانه‌ها در نزدیکی میدان اصلی رستمکلا که به همین دلیل ماشخاندم (ماشین خانه دم) نامیده می‌شود، احداث گردید.[۸][۹]
- انتقال خطوط تلفن به رستمکلا به عنوان اولین نقطه در منطقه که به مخابرات کشور وصل گردید.[۱۰]
- احداث مناره (گلدسته) مسجد رستمکلا که بعدها بواسطه گلدسته زیبای آن به همین نام، مسجد گلدسته، مشهور گردید.[۱۱]
- تأمین هزینه و برپایی مراسم ازدواج هفت سید از سادات رستمکلا که هرساله انجام می‌شد.[۱۲]
- تأمین هزینه ساخت بخش شرقی مدرسه دارالشفای قم که در کنار فیضیه از مدارس اصلی حوزه علمیه قم به‌شمار می‌رفت.[۱۳]
- تأمین هزینه تحصیل هفت طلبه علوم دینی در حوزه علمیه قم[۱۴]

## زندگی
سید حبیب‌الله برهانی در سال ۱۲۷۴ خورشیدی در رستمکلا متولد شد. پس از تحصیلات مقدماتی در رستمکلا به حوزه علمیه ساری نقل مکان نمود. متعاقباً در حوزه‌های مشهد، قم و نجف از محضر اساتید حوزه برخوردار گردید و در نهایت با تأیید علمای عالیرتبه آن زمان آیات عظام سید ابوالحسن اصفهانی، آقا ضیاء الدین عراقی، میرزای شیرازی و نعمت‌الله دامغانی به درجه اجتهاد نائل آمد. پس از پایان تحصیلات حوزوی به زادگاه خود رستمکلا بازگشت و بجز ایام تبعید به تهران در رستمکلا باقی‌ماند و در سال ۱۳۳۸ هجری شمسی در همین مکان از دنیا رفت. برپیکر وی آیت‌الله کوهستانی، یار دیرینه وی و از علما و عرفای مشهور مازندران، نماز گذارد.

## خدمات و فعالیت‌های اجتماعی
یک فراز عمده از فعالیت‌های اجتماعی - سیاسی نامبرده ایستادگی در برابر تصرف غاصبانه اراضی زراعی مازندران بود که به درگیری سخت وی با رضاشاه و مقامات محلی انجامید. به همین دلیل وی در سال ۱۳۱۲ دستگیر گردید و در زندان شاهی (قائم شهر) زندانی شد. اعتراض علما و مردم منطقه به دستگیری وی که در بهشهر به تحصن برای آزادی وی انجامید، به حبس سه‌ماهه او پایان داد. تداوم اعتراضات سید حبیب‌الله برهانی علیه تصاحب اراضی مازندران به تبعید وی و خانواده به تهران انجامید (سال ۱۳۱۴). اعتراضات وی موجب شد اراضی رستمکلا از تصرف رضاشاهی مصون بماند. پس از روی کار آمدن محمدرضا پهلوی، سید حبیب‌الله با پرداخت پنج هزار تومان همه اراضی رستمکلا را بطور کامل از شمول اراضی بنیاد پهلوی خارج نمود. به همین دلیل اراضی رستمکلا بطور استثنایی در مالکیت صاحبان آن باقی‌ماند. همچنین ایشان در تحصن بزرگان و مردم مازندران در مجلس شورای ملی که به تصویب قانون استرداد املاک سلطنتی انجامید نقش فعالی داشت. علاوه بر این خاطرات اهالی رستمکلا از سایر خدمات ایشان حاکی از توجه جدی وی به امور مردم و تلاش در جهت حل مشکلات آنهاست. موارد متعددی از کمکهای مالی و میهمان نوازی‌های وی گزارش شده که موید سخاوت کم‌نظیر ایشان است. یک نمونه آن تأمین هزینه و برپایی جشن ازدواج یازده زوج رستمکلایی بمناسبت جشن ازدواج اولین فرزند ایشان (مرحوم سید جواد برهانی) می‌باشد. موارد دیگری از اهدای زمین، خانه و کمکهای مختلف مالی وجود دارد که نیازمندان رستمکلا از آن برخوردار شدند. یک مورد عمده از خدمات اجتماعی ایشان احداث جاده رستمکلا تا جاده اصلی کناره (ساری- بهشهر) می‌باشد. این جاده پیشتر جاده‌ای مالرو و پرپیچ و خم و نامناسب بود. سید حبیب‌الله با اهدای زمین و همچنین خرید زمین از مالکان دیگر جاده‌ای شوسه بطول یک کیلومتر احداث نمود که امر عبور و مرور اهالی را آسان نمود. این جاده اکنون خیابان مرکزی شهر رستمکلا (خیابان امام خمینی) و همچنان راه ارتباطی اصلی اهالی رستمکلا با سایر شهرهای منطقه است.

## خانواده
وی همسران متعددی اختیار نمود. عدد همسران دائم و موقت وی تا سیزده شمارش شده‌است. به همین ترتیب فرزندان پرشماری از ایشان برجای ماند که برخی در سنین پائین از دنیا رفتند و حدود چهل نفر باقی‌ماندند. از فرزندان وی دو تن، ولی‌الله و تبارک الله، پس از حضور داوطلبانه در مناطق عملیاتی خوزستان کشته شدند. (سالهای ۱۳۶۱ و ۱۳۶۷ به ترتیب). ولی‌الله در جریان مبارزات مردم علیه نظام سلطنتی مورد اصابت گلوله قرار گرفته و مجروح شده بود. یکی از نوه‌های وی، سید عبدالناصر رستمکلایی، از کشته‌شدگان دیگر خاندان است. همچنین از فرزندان او شماری در حوزه‌های علمیه تحصیل نمودند که از میان آنان دوتن به تحصیلات خود تا سطوح عالی ادامه دادند. یکی از این دو، سید مظفر برهانی، در اثر ابتلا به سرطان در سنین جوانی درگذشت. سید نصرالله برهانی، روحانی دیگر خاندان، تحصیلات حوزوی خود را در قم و نجف تکمیل نمود. نامبرده در راستای خدمات گذشتگان خود به رستمکلا اولین هنرستان دخترانه رستمکلا و همچنین یک باب پل عابر را بنیان نهاد. این هنرستان، هنرستان فنی و حرفه‌ای آیت‌الله برهانی، در سال ۱۳۸۹ افتتاح شد و هم اینک حدود دویست دانش آموز دارد.
سید نصرالله برهانی همچنین کتابی با عنوان «برهانی بر تارک زمان» در مورد خدمات و مبارزات پدر و جد خود به رشته تحریر درآورد که منبع اصلی اطلاعات در مورد گذشته این خاندان به‌شمار می‌رود.

## بن‌مایه
1. 1 2  برهانی بر تارک زمان، سید نصرالله برهانی، اندیکا، تهران، ۱۳۸۹
2. ↑  برهانی بر تارک زمان، سید نصرالله برهانی، اندیکا، تهران، ۱۳۸۹، صفحهٔ ۱۳۲
3. ↑  رستمکلا: از دیروز تا امروز، سید کریم شباهنگ، انتشارات پرهیب، ۱۳۸۵، صفحهٔ ۸۱
4. ↑  برهانی بر تارک زمان، سید نصرالله برهانی، اندیکا، تهران، ۱۳۸۹، صفحهٔ ۱۴۵
5. ↑  رستمکلا: از دیروز تا امروز، سید کریم شباهنگ، انتشارات پرهیب، ۱۳۸۵، صفحهٔ ۱۹۹
6. 1 2  برهانی بر تارک زمان، سید نصرالله برهانی، اندیکا، تهران، ۱۳۸۹، صفحهٔ ۱۴۳
7. ↑  رستمکلا: از دیروز تا امروز، سید کریم شباهنگ، انتشارات پرهیب، ۱۳۸۵، صفحهٔ ۲۱۹
8. ↑  برهانی بر تارک زمان، سید نصرالله برهانی، اندیکا، تهران، ۱۳۸۹، صفحهٔ ۱۳۷
9. ↑  رستمکلا: از دیروز تا امروز، سید کریم شباهنگ، انتشارات پرهیب، ۱۳۸۵، صفحهٔ ۱۶۲
10. ↑  برهانی بر تارک زمان، سید نصرالله برهانی، اندیکا، تهران، ۱۳۸۹، صفحهٔ ۴۵
11. ↑  برهانی بر تارک زمان، سید نصرالله برهانی، اندیکا، تهران، ۱۳۸۹، صفحهٔ ۴۰
12. ↑  برهانی بر تارک زمان، سید نصرالله برهانی، اندیکا، تهران، ۱۳۸۹، صفحهٔ ۴۷
13. ↑  برهانی بر تارک زمان، سید نصرالله برهانی، اندیکا، تهران، ۱۳۸۹، صفحهٔ ۴۹
14. ↑  برهانی بر تارک زمان، سید نصرالله برهانی، اندیکا، تهران، ۱۳۸۹، صفحهٔ ۵۱
15. ↑  برهانی بر تارک زمان، سید نصرالله برهانی، اندیکا، تهران، ۱۳۸۹، صفحهٔ ۸۷
16. ↑  برهانی بر تارک زمان، سید نصرالله برهانی، اندیکا، تهران، ۱۳۸۹، صفحهٔ ۹۲
17. ↑  برهانی بر تارک زمان، سید نصرالله برهانی، اندیکا، تهران، ۱۳۸۹، صفحهٔ ۳۸۶
18. ↑  برهانی بر تارک زمان، سید نصرالله برهانی، اندیکا، تهران، ۱۳۸۹، صفحهٔ ۱۴۷
19. ↑  برهانی بر تارک زمان، سید نصرالله برهانی، اندیکا، تهران، ۱۳۸۹، صفحهٔ ۱۹۴
20. ↑  رستمکلا: از دیروز تا امروز، سید کریم شباهنگ، انتشارات پرهیب، ۱۳۸۵، صفحهٔ ۱۷۳
21. ↑  برهانی بر تارک زمان، سید نصرالله برهانی، اندیکا، تهران، ۱۳۸۹، صفحهٔ ۱۶۳
22. ↑  برهانی بر تارک زمان، سید نصرالله برهانی، اندیکا، تهران، ۱۳۸۹، صفحهٔ ۲۳۰
23. ↑  رستمکلا: از دیروز تا امروز، سید کریم شباهنگ، انتشارات پرهیب، ۱۳۸۵، صفحه ۱۹۹ و ۲۰۶
24. ↑  برهانی بر تارک زمان، سید نصرالله برهانی، اندیکا، تهران، ۱۳۸۹، صفحهٔ ۲۹۷
25. ↑  برهانی بر تارک زمان، سید نصرالله برهانی، اندیکا، تهران، ۱۳۸۹، صفحهٔ ۳۹۹
26. ↑  رستمکلا: از دیروز تا امروز، سید کریم شباهنگ، انتشارات پرهیب، ۱۳۸۵، صفحه ۲۳۹ و ۲۴۰